# ألكسندر سامسونوف

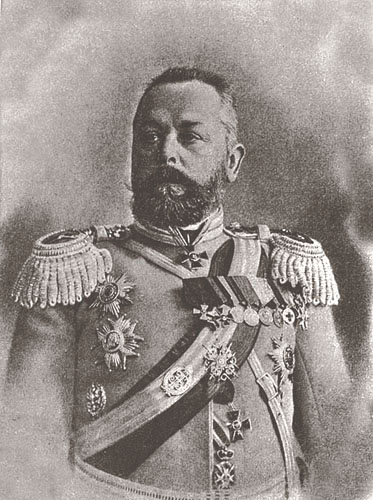
ألكسندر سامسونوف

 ألكسندر فاسيليفيتش سامسونوف (2 نوفمبر 1859 - 29 أغسطس 1914) قائد عسكري روسي خلال الحرب العالمية الأولى.
خاض سامسونوف في الحرب الروسية العثمانية (1877-1878). وتولى قيادة وحدة من سلاح الفرسان خلال ثورة الملاكمين عام 1900 والحرب الروسية-اليابانية (1904-1905). وخلال هذه الصراعات، اكتسب سامسونوف سمعة جيدة باعتباره قائد نشيط وذكي، ولكن بعض المراقبين انتقدوا قدراته الاستراتيجية. أصبح سامسونوف بعد الحرب الروسية اليابانية في 1906، رئيسًا لهيئة الأركان في المنطقة العسكرية بوارسو، ثم تولى إدارة تركستان.
مع بداية الحرب العالمية الأولى، تولى سامسونوف قيادة الجيش الإمبراطوري الثاني لغزو بروسيا الشرقية. تقدم ببطء نحو جنوب غرب بروسيا الشرقية، حيث كان ينوي أن ينضم لقوات الجنرال ريننكامبف، والتي بدأت تتقدم من الشمال الشرقي. ولكن ضعف الاتصالات بين القوتين، أعاق التعاون بينهما.
تصدت قوات الجنرال باول فون هيندنبورغ والجنرال إريك لودندورف لقوات سامسونوف، واشتبكوا معها في 22 أغسطس 1914. حقق الروس نجاحًا طفيفًا لمدة ستة أيام نتيجة تفوقهم العددي. ومع ذلك، وفي 29 أغسطس، اعترض الألمان الاتصالات اللاسلكية الروسية، وحاصروا جيش سامسونوف في الغابات بين أولشتين وفيلينبرغ. وسرعان ما تلتها الهزيمة في معركة تاننبرغ. حاول الجنرال سامسونوف الانسحاب، ولكن الجيش الثامن الألماني، قتل أو أسر معظم قواته.
تمكن 10,000 جندي روسي فقط من أصل 150,000 جندي هم قوام جيشه، من الهروب من الحصار. بعد صدمته بالنتائج الكارثية للمعركة وعدم قدرته على الإبلاغ بحجم الكارثة إلى القيصر نيقولا الثاني، التي كان يعرف أنه سيتم تحميله مسئوليتها، لم يعد سامسونوف أبدًا إلى مقر القيادة، حيث انتحر في 29 أغسطس 1914 قرب فيلينبرغ. وفي عام 1916، سلمت ألمانيا جثته لزوجته، بوساطة من الصليب الأحمر.